# کوه اتزل
کوه اتزل (به لاتین: Etzel) یک کوه در سوئیس است که در کانتون اشووتس واقع شده‌است. کوه اتزل ۱٬۰۹۸ متر بالاتر از سطح دریا واقع شده‌است.